# تازلاروو
تازلاروو (انگلیسی: Tazlarovo) یک شهرک در شهرستان زیانچورینسکی استان باشقیرستان کشور روسیه است.